# Henry Ford Company
Die Henry Ford Company war ein US-amerikanischer Hersteller von Rennwagen in Dearborn und existierte von 1901 bis 1902.

## Beschreibung
Das Unternehmen ging aus der Detroit Automobile Company hervor. Diese war am 5. August 1899 von Henry Ford mit der Unterstützung mehrerer Financiers ins Leben gerufen worden. Bereits im Januar 1901, nach nur zwanzig gebauten Fahrzeugen und einem Verlust von 86.000 Dollar, endete das Vorhaben in einem Fiasko.
Henry Ford brachte, nicht zuletzt wegen seiner Erfolge bei Autorennen, eine Neufinanzierung mit 28.000 Dollar, erbracht von fünfzehn Kapitalgebern, zustande. Am 3. November 1901 wurde das Unternehmen als Henry Ford Company neu gegründet. Ford war jedoch uneinig mit seinen Kapitalgebern über die künftige Modellausrichtung der Marke: Während diese auf einem luxuriöseren Modell mit entsprechend höherer Gewinnmarge pro Einheit bestanden, beabsichtigte Ford die Produktion eines möglichst preiswerten Wagens, den er über große Stückzahlen rentabel machen wollte. Darüber kam es zum Streit und Henry Ford trennte sich im März 1902 von dem Unternehmen mit einer kleinen Abfindung und der Zusicherung, dass dieses seinen Namen ändern würde, damit Ford auch künftig Autos unter eigenem Namen bauen konnte.
Im August 1902 holte das Management Henry M. Leland als Sachverständigen, um das Unternehmen zwecks Liquidation einzuschätzen. Dieser empfahl jedoch die Weiterführung der Automobilproduktion. Der Unternehmensname wurde nun nicht mehr als passend empfunden. Am 22. August 1902 wurde der Name in Würdigung des Gründers der Stadt Detroit, Antoine de la Mothe Cadillac, in Cadillac Motor Company geändert.

## Das ‚Sweepstakes‘-Rennen 1901

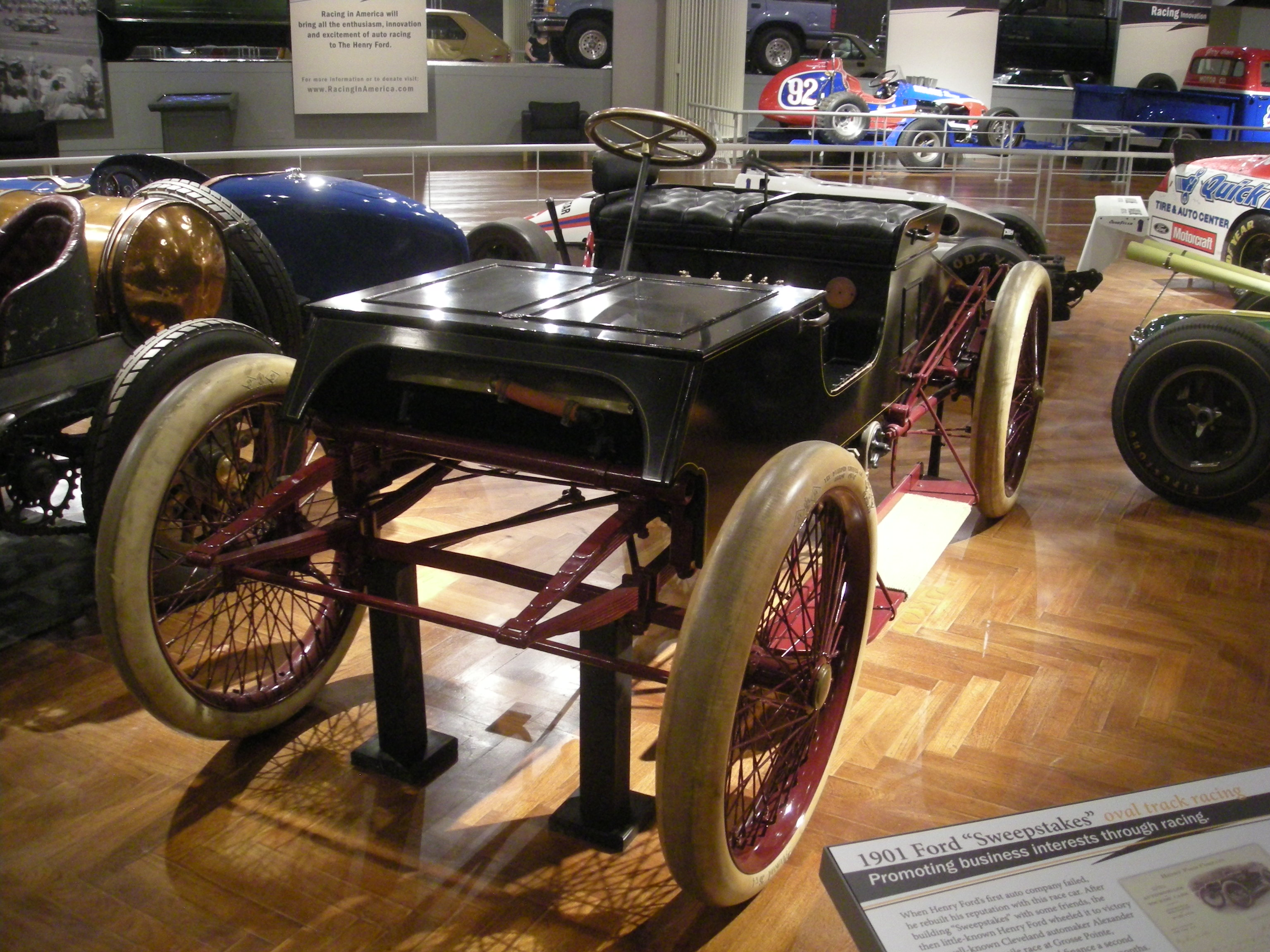
‚Sweepstakes‘-Rennwagen im Henry Ford Museum

Im Oktober 1901 schrieb Henry Ford Automobilgeschichte, als es ihm gelang, in Grosse Pointe Alexander Winton mit seinem Winton Bullett I zu schlagen. Am spektakulären Rennen sollten eigentlich 13 Fahrzeuge teilnehmen, doch nur drei schafften es zum Start und nur Winton und Ford ins Rennen. Zu absolvieren waren zehn Runden auf einem Ovalkurs von ca. 1 Meile Länge. Winton trat dabei als erfahrener Rennfahrer und einer der angesehensten Automobilhersteller seiner Zeit an und galt als so großer Favorit, dass ihn die Veranstalter schon vor dem Rennen nach seinen Wünschen zur Gestaltung des Pokals fragten. Sein Winton „Bullett“ leistete 70 PS und trotzdem gewann Ford völlig überraschend das Rennen.
Fords Team bestand aus 6 Personen (inklusive ihm selbst als Fahrer), der Rennwagen wurde in aller Eile entworfen und innerhalb von zwei Monaten fertiggestellt. Der Rahmen bestand aus armiertem Eschenholz mit einem Radstand von 2438 mm und einer Spurweite von 1422 mm. Die Federung erfolgte über je zwei längs angebrachte Vollelliptik-Blattfedern pro Achse. Als Antrieb konstruierte Ford eigens einen Zweizylinder-Boxermotor mit einem gigantischen Hubraum von 8833 cm³ und 19 kW (26 PS) bei 900/min (nach damaliger Berechnungsformel) Leistung. Die Zylinder waren einzeln gegossen und die riesige Schwungscheibe wog allein 136 kg – bei einem Gesamtgewicht des Fahrzeugs von etwa 1000 kg. Der Motor war seitlich unter dem Fahrersitz angebracht. Anstelle eines Vergasers verwendete Ford einen „Vaporizer“ („Verdampfer“), eine frühe Form der Treibstoffeinspritzung. Die Kraft wurde über ein Zweigang-Planetengetriebe auf eine zentrale Kette übertragen, welche sie an das Differential an der Hinterachse weitergab. Sweepstakes hatte 28-Zoll-Drahtspeichenräder.
Sweepstakes wurde 1902 verkauft und gelangte 1936 wieder in den Besitz von Henry Ford. Anlässlich einer Restaurierung wurden auch zwei Repliken angefertigt. Das Original steht im Henry Ford Museum in Dearborn.

## Ford ‚999‘ und ‚Arrow‘

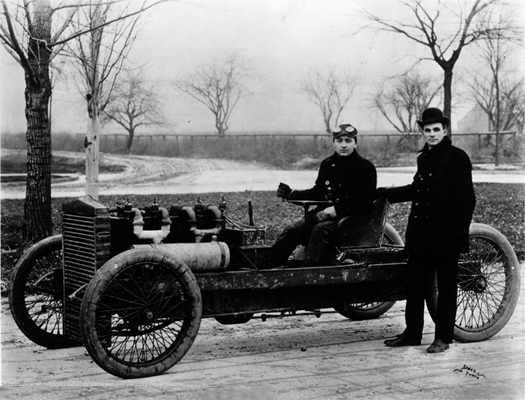
Ford 999 mit Rennfahrer Barney Oldfield und Henry Ford (4 Zylinder, 18,8 Liter Hubraum)

Nachfolger des Sweepstakes wurden der 999 und der praktisch identische Arrow, beide finanziert von Tom Cooper. Beide entstanden im Sommer 1902. Der Name ‚999‘ geht auf den Fahrer Barney Oldfield zurück. Er war die Bezeichnung für eine bekannte Lokomotive der American Locomotive Company (ALCo). Neben Oldfield fuhren den ‚999‘ auch Harley Cunningham, Fords Financier und Partner Tom Cooper sowie Henry Ford selber.
Entworfen wurden die Fahrzeuge von Henry Ford und gebaut von ihm und dem Mechaniker C. Harold Wills; dieser war später eine Schlüsselperson in der Entwicklung der Fließbandfertigung des Ford Modell T und selber Autobauer. Der Motor war dieses Mal ein wassergekühlter Vierzylinder-Reihenmotor mit obenliegenden Einlassventilen und einem monumentalen Hubraum von 18,8 Litern. Er erhielt eine von Ed „Spider“ Huff entwickelte, batteriegesteuerte Doppelzündung. Benzin- und Wasserpumpe wurden über Zahnräder von der Kurbelwelle betrieben. Die Leistungsangaben schwanken zwischen 50 und eher unrealistischen 100 PS nach damaliger Berechnungsmethode; eine Quelle nennt 70 PS.
Um Gewicht zu sparen, bestand das Fahrzeug nur aus dem Notwendigsten. So gab es weder ein Getriebe noch ein Differential, Federung nur vorn und eine wirksame Bremse musste erst nachgerüstet werden. Eine Karosserie gab es nicht einmal ansatzweise und obwohl zwei Personen für die Fahrt erforderlich waren, war nur ein Sitz für den Fahrer vorhanden. Der Mechaniker (bei Ford war es meist Huff) turnte auf dem Fahrgestell herum. Die Bereifung war eine Sonderanfertigung von Firestone. Die Mäntel des Reifens waren mit dem Felgenkranz verschraubt, ein Profil gab es nicht.
Barney Oldfield gewann mit dem ‚999‘ am 25. Oktober 1902 den Manufacturer’s Challenge Cup über 5 Meilen (ca. 8 km), wiederum in Grosse Pointe gegen vier Konkurrenten – und wiederum wurde Alexander Wintons „Bullet“ geschlagen; dieser schied nach 4 Meilen mit Zündproblemen aus. Mit seiner Zeit von 5 Minuten und 28 Sekunden stellte er einen neuen US-Rekord für Rundstrecken auf. Wiederum mit dem ‚999‘ fuhr Oldfield am 20. Juni 1903 auf dem Fairgrounds Speedway in Indianapolis als Erster eine Meile in einer Minute.

## Weltrekord
Der ‚Arrow‘ wurde inzwischen von Frank Day für Cooper gefahren, der damit im September 1903 tödlich verunglückte. Ford baute das Wrack neu auf und brachte Verbesserungen an. Weil der ‚999‘ inzwischen keine Rennen mehr fuhr, benannte er den ‚Arrow‘ um in ‚999‘. Das Auto wurde auch als ‚New 999‘ oder ‚Red Devil‘ bezeichnet.
Dies führt immer wieder zu Verwirrung bezüglich des Weltrekords, den Henry Ford mit diesem Auto am 12. Januar 1904 aufstellte. Auf dem gefrorenen Lake St. Claire erreichte er 91,37 mph (147,046 km/h)
Kurz darauf verkaufte Cooper beide Rennwagen; Henry Ford gelang es 1936, den originalen ‚999‘ zu erwerben. Er ist heute im Henry Ford Museum ausgestellt. 1966 wurde eine Replika angefertigt.